# Aneurhynchus gracilicornis
Aneurhynchus gracilicornis is een vliesvleugelig insect uit de familie van de Diapriidae. De wetenschappelijke naam van de soort is voor het eerst geldig gepubliceerd in 1971 door Wall.